# Egan Bernal
Egan Arley Bernal Gómez ODB (Bogotá, 13 de enero de 1997) es un ciclista de ruta colombiano, que compite para el equipo INEOS Grenadiers. En 2019 se convirtió en el primer latinoamericano en ganar el Tour de Francia, y el ganador más joven en 110 años (con 22 años), y en 2021 se convirtió en el segundo colombiano en consagrarse campeón del Giro de Italia.
Proviene de una familia residente en el municipio cundinamarqués de Zipaquirá, en donde trascurrió su infancia e inició en el ciclismo. Desde muy joven empezó a competir en ciclismo de montaña, participando en categorías inferiores, donde logró sendas medallas de plata y bronce en los mundiales de 2014 y 2015, ambas en categoría júnior. Para 2016 inició la transición al ciclismo de ruta en el equipo italiano Androni Giocattoli-Sidermec de categoría profesional continental. Durante las temporadas 2016 y 2017 cumplió con actuaciones destacadas, ganando la camiseta del mejor joven en varias competencias, y algunos triunfos en la general de carreras continentales, además del Tour del Porvenir 2017 lo que le valió para ser contratado por el equipo Sky, de categoría UCI WorldTeam, a partir de la temporada 2018.
Su debut en la categoría WorldTour fue increíble para sus 21 años, con actuaciones destacadas en el Tour Down Under, la Volta a Cataluña, su primer triunfo de etapa y podio en el Tour de Romandía, y la clasificación general más dos etapas en el Tour de California; además obtuvo el Campeonato de Colombia de Ciclismo Contrarreloj y la Colombia Oro y Paz, ante los mejores ciclistas de su país. Debido a esto,  su equipo lo llevó a su primera carrera de tres semanas, el Tour de Francia donde confirmó sus condiciones como corredor de grandes vueltas. Su segundo año en el WorldTour 2019 fue el de la consagración, alzándose con la general de la París-Niza, la Vuelta a Suiza y el Tour de Francia.

## Biografía

### Primeros años e inicio en el ciclismo
Bernal nació en Bogotá en el seno de una familia residente en el municipio cercano de Zipaquirá, departamento de Cundinamarca, constituida por su padre Germán, quien fue ciclista de ruta en su juventud, su madre Flor Marina y dos hermanos, el mayor de ellos Egan. Fue precisamente su padre quien lo inició desde los cinco años en el camino de la bicicleta; a los ocho años participó en su primera carrera, la ganó y el premio consistía en una beca de formación en una escuela de ciclismo donde permaneció por más de un año. Posteriormente se centró en el ciclomontañismo bajo la dirección del exciclista de ruta Fabio Rodríguez iniciando su trayectoria en categorías inferiores bajo la tutela de Rodríguez y la Fundación Mezuena.

### Trayectoria en Ciclomontañismo

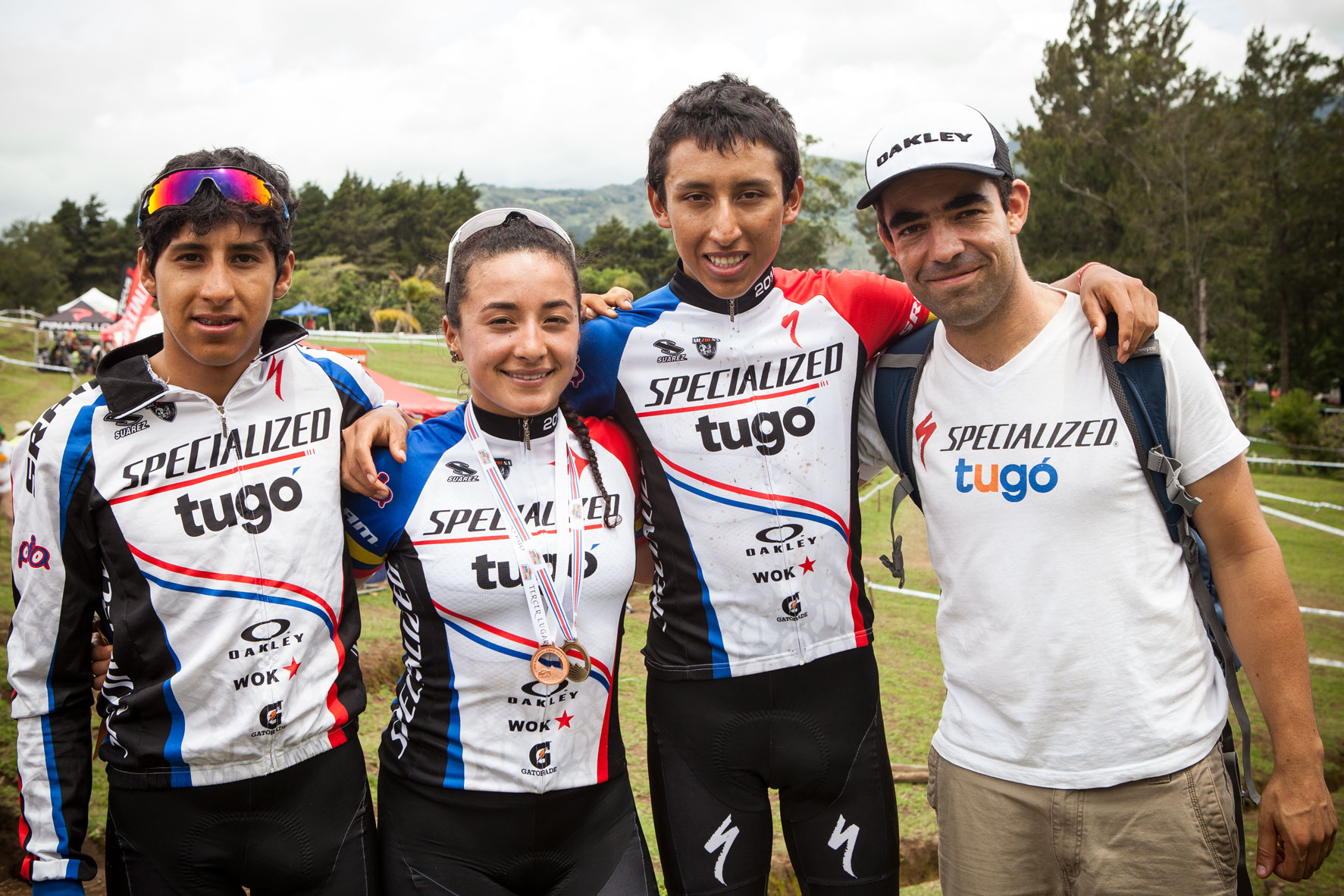
Egan Bernal en la Copa Nacional AMPM (Costa Rica) en 2014 junto con los ciclistas Brandon Rivera y Xiomy Guerrero y su mentor Pablo Mazuera.

En 2011 inició su carrera en el ciclismo de montaña (MTB), corriendo en varios equipos amateur y profesionales, logrando triunfos en categorías júnior y cadete.

#### 2013
En abril ganó el Campeonato Panamericano en la categoría cadete de MTB en Tucumán, Argentina, en julio fue campeón nacional juvenil en Cuenca, Ecuador, en septiembre campeón latinoamericano cadete en Catamarca, Argentina y también campeón nacional prejuvenil B en Colombia.

#### 2014
Obtuvo una destacada medalla de plata en el Campeonato Mundial de Ciclismo de Montaña en categoría júnior en Hafjell, Noruega, secundando al danés Simon Andreassen constituyéndose en la sorpresa de la jornada por su escasa experiencia a nivel internacional; también obtuvo medalla de bronce en el Campeonato Panamericano de Ciclismo de Montaña en Brasil, luego fue medalla de oro en la Copa Nacional AMPM en Cartago, Costa Rica y ocupó el tercer lugar en la Júnior Series realizada en Vermont, USA.

#### 2015
En marzo se coronó campeón panamericano júnior en Cota, Colombia, sobreponiéndose a una fractura de clavícula que requirió tratamiento quirúrgico dos semanas antes. Fue campeón en las World Júnior Series realizadas en San Dimas, California, y obtuvo medalla de bronce en el Campeonato Mundial de Ciclismo de Montaña en categoría júnior en Vallnord (Andorra) competición a la que llegó esta vez como primero en el escalafón mundial de la categoría, escoltando en el podio nuevamente a Simon Andreassen, y al alemán Maximilian Brandl.

### Trayectoria en ciclismo de ruta

#### 2016
A finales de 2015 permaneció un tiempo en Europa con la intención de enrolarse en un equipo de ruta, fue presentado a Gianni Savio propietario de la escuadra italiana Androni Giocattoli-Sidermec, de categoría profesional continental que lo puso a prueba en una competición de categoría júnior, la Sognando Il Giro delle Fiandre, la ganó, e inmediatamente Savio lo contrató por 4 temporadas sin haber cumplido 19 años y sin tener ninguna experiencia en ciclismo en ruta. Algunos meses después reveló que las pruebas realizadas en el centro de estudios fisiológicos dirigido por Michele Bartoli arrojaron unos valores excepcionales en las pruebas de consumo máximo de oxígeno (VO2Max) lo que confirmaba el talento y potencial de su nuevo pupilo.
En febrero debutó en el ciclismo de ruta en el Tour del Mediterráneo, prueba francesa por etapas en la cual consiguió terminar e incluso firmar un top 10 en una de las etapas. Tiempo después confesó que adaptarse a la ruta no le fue tan fácil como pareció, y en esta competencia en particular en la primera etapa con lluvia y bajas temperaturas pensó en abandonar. Sin embargo, los resultados empezaron a llegar rápidamente, en marzo, en la Settimana Internazionale Coppi e Bartali ganó su primera clasificación de los jóvenes, logró que se volvería habitual en las carreras por etapas que correría de ahí en adelante. Durante la temporada obtuvo la primera posición en la clasificación de los jóvenes en 4 carreras, una de ellas el prestigioso Giro del Trentino, donde fue capaz de seguir el ritmo de los mejores escaladores y quedar dentro de los 10 mejores en la etapa reina. Además conquistó la clasificación general del Tour de Bihor en Rumania y una cuarta posición en el Tour de Eslovenia y el Tour del Porvenir. Su equipo tenía la expectativa de participar con Egan en el Giro de Italia 2017; sin embargo, al no poder ganar la Copa de Italia dependía de una invitación que finalmente no se dio.

#### 2017
Inició la temporada con pie derecho ganando la clasificación del mejor joven en la Vuelta a San Juan, pero fueron sus sucesivas actuaciones en la Tirreno Adriático, su primera carrera WorldTour donde luchó por la clasificación de los jóvenes con Bob Jungels, la Settimana Coppi e Bartali y el Tour de los Alpes en las que ganó la clasificación de los jóvenes mostrándose muy activo en las etapas de montaña, lo que despertó la puja por ficharlo entre varios de los mejores equipos del WorldTour; esto a pesar de encontrarse en su segundo año de contrato de los cuatro firmados con su actual equipo y tener que pagar un premio di valorizzazione por concepto de formación ciclística, para poder acceder a sus servicios. De los equipos interesados era el Team Sky el más opcionado en ficharlo para la próxima temporada. En la segunda parte de la temporada ganó de manera categórica el Tour de Saboya y el Tour de Sibiu por amplio margen, mostrándose igual de intratable en el Tour del Porvenir donde batió claramente a sus rivales ganando además dos etapas. Inmediatamente después de obtenido el título el Team Sky hace oficial su fichaje por este equipo UCI WorldTeam a partir de 2018; confirmando con ello lo que ya se rumoreaba hacia varios meses. Un día antes de la confirmación oficial Chris Froome había manifestado su satisfacción por la llegada de este joven escalador a su equipo. Para final de temporada cumplió nuevamente una actuación destacada como mejor joven en el Giro de Toscana y un 13.º lugar en su primera clásica en el WorldTour, el Giro de Lombardía y a su vez la última competencia con su primer equipo Androni Giocattoli, para el cual, gracias a los puntos obtenidos a lo largo de la temporada en la Copa de Italia, le permitió ganarla y asegurar un cupo para participar en el Giro de Italia 2018.

#### 2018

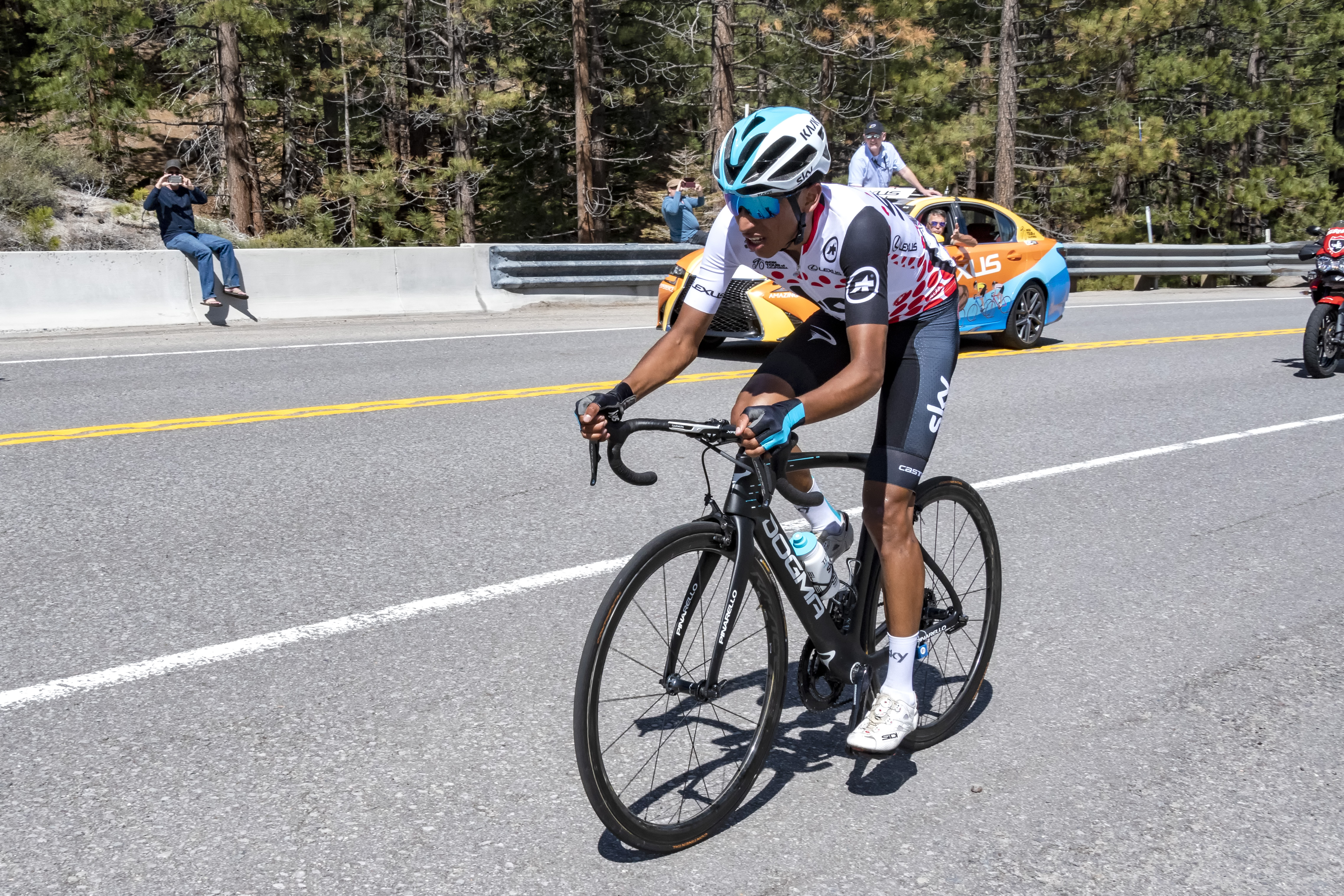
Egan Bernal durante la sexta etapa del Tour de California 2018.

Su inicio de temporada y primera carrera con su nuevo equipo Team Sky fue en Australia en la competencia de categoría WorldTour Tour Down Under, acudiendo esta vez como jefe de filas de una escuadra muy joven cumpliendo con el objetivo de hacerse con la camiseta de mejor joven y ocupando el sexto lugar en la clasificación general. Posteriormente regresó a su país con la finalidad de participar en el los Campeonatos de Colombia de Ciclismo en la ciudad de Medellín ganando la medalla de oro en la modalidad de contrarreloj y siendo pieza clave para que su compañero de equipo Sergio Henao ganara la medalla de oro en la prueba de ruta. Fue seleccionado por su equipo para participar en la primera edición de la Colombia Oro y Paz de categoría Continental 2.1 como gregario de Sergio Henao, en las etapas de montaña no perdió tiempo y empezó a mostrarse más fuerte que su jefe de filas llegando a la última etapa con llegada en alto a Manizales con una desventaja de pocos segundos con respecto al líder Nairo Quintana. A falta de tres kilómetros para la meta lanzó un ataque que tomó por sorpresa al grupo de los líderes consiguiendo recuperar en meta su desventaja, haciéndose con el título de la prueba, conformando así un podio de lujo por delante de sus compatriotas Nairo Quintana y Rigoberto Urán.
En marzo, fue incluido en el equipo que debía acompañar a su compatriota Sergio Henao en la disputa de su primera prueba con el equipo en Europa, la Vuelta a Cataluña; mostrándose nuevamente muy consistente y como el principal rival en la clasificación general de Alejandro Valverde, al que secundó en la cuarta etapa con llegada a La Molina. Para la última fracción llegaba como segundo en la general y como el mejor de los jóvenes; sin embargo, la mala suerte le privó de su primer podio en el WorldTour por una caída cerca de meta que le ocasionó una doble fractura en la clavícula y la escápula que lo obligaría a ausentarse de las carreteras por un tiempo. Por fortuna las fracturas no fueron graves por lo que fue capaz de retomar pronto los entrenamientos para presentarse al Tour de Romandía con el equipo, esta vez liderado por Geraint Thomas; fue en la tercera etapa, una cronoescalada de 9,8 km, que de manera sorprendente y ante grandes nombres del pelotón como Steven Kruijswijk, Richie Porte y Primož Roglič que logró su primer triunfo en el WorldTour. Al día siguiente en la etapa reina atacó en el ascenso final al líder Roglič que se mostró sólido y no cedió tiempo; tras la etapa final Bernal ocupó el segundo lugar en el podio y se hizo a la clasificación de mejor joven.

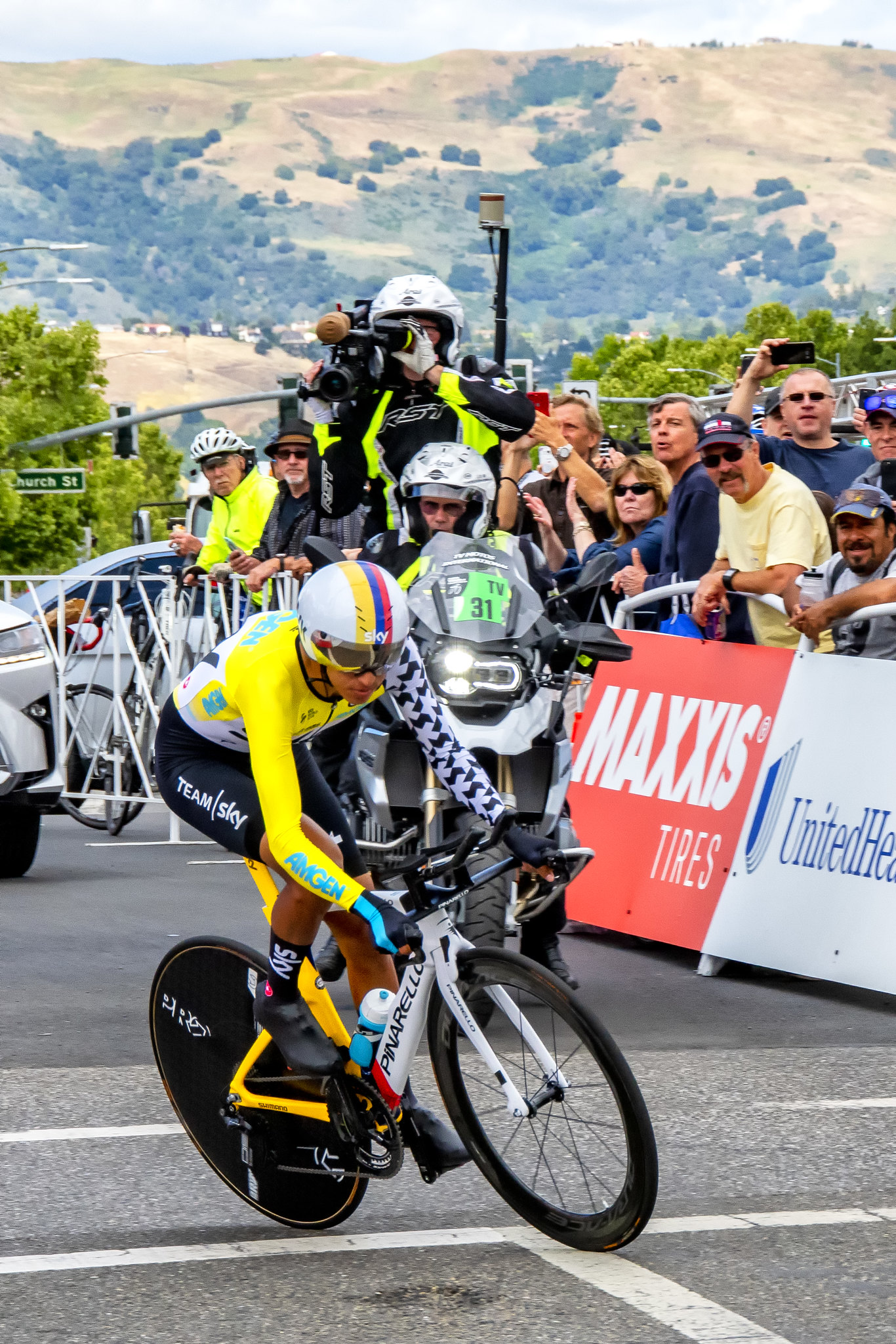
Egan Bernal crono California

Su siguiente cita fue el mes de mayo, esta vez como líder de su equipo en el Tour de California, donde gozaba del favoritismo sobre rivales experimentados como Rafał Majka, Tejay van Garderen y Adam Yates. Al final de la prueba consiguió su primer triunfo en una carrera por etapas de la categoría WorldTour tras imponerse claramente en la 2.º y 6.º etapas con llegada en alto y ganando de paso el título al mejor joven. Durante el desarrollo de la prueba tras ganar la segunda etapa se apoderó del liderato de la carrera por un escaso margen que no fue suficiente para conservar el liderato tras la cuarta etapa, una contrarreloj llana de 34,7 km, ante van Garderen. Sin embargo, en la sexta etapa atacó en el penúltimo puerto arribado en solitario a meta con una amplia ventaja sobre sus rivales, lo que le permitió asegurar el triunfo de la carrera al día siguiente tras superar la última etapa sin incidentes.

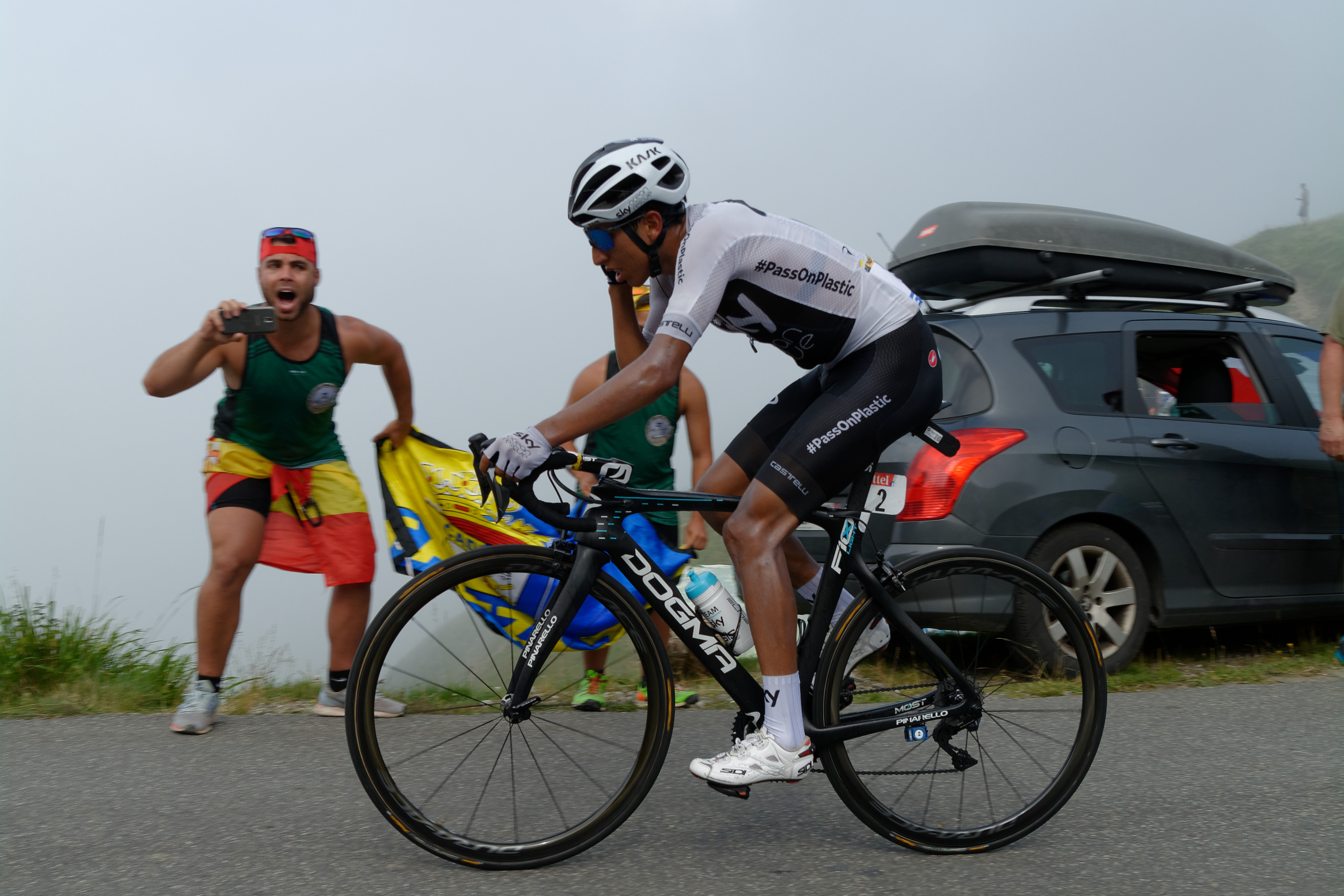
Egan Bernal durante la etapa 19 del Tour de Francia 2018.

Por el nivel exhibido en California y el exitoso arranque de temporada, su equipo cambió el plan inicial de enviarlo a la Vuelta a España a su primera carrera de tres semanas para alinearlo en su lugar en el Tour de Francia como gregario de lujo de Chris Froome y Geraint Thomas. A causa de esto, en el medio ciclístico se dejó entrever la preocupación de que su participación en el Tour pudiera ocasionarle una merma en su progresión por contar con solo 21 años, no haber corrido ninguna gran vuelta, la falta de experiencia en la máxima categoría, y el hecho de someterse a los esfuerzos y presión propios de esta carrera. A pocos días de iniciar el Tour, se hizo oficial su participación después de que la UCI absolviera a su jefe de filas Chris Froome del caso abierto en su contra por presunto uso abusivo de salbutamol. Se presentó el día de la salida como el ciclista más joven de la edición. Durante la primera mitad de la carrera sufrió varios percances especialmente en la novena etapa con pavé donde sufrió caídas y colisionó con un vehículo, estos incidentes no le ocasionaron lesiones graves pero si lo relegaron en la clasificación general. Una vez llegadas las etapas de montaña cumplió de manera notable con su labor de gregario como último hombre para sus líderes en la montaña, escalando al mismo nivel de los ciclistas de la clasificación general en las etapas de alta montaña. Al terminar la prueba acabó 15.º en la clasificación general, y lo más importante, demostró sus aptitudes como corredor de grandes vueltas. A la vista de su desempeño el mánager de su equipo Dave Brailsford declaró que había encontrado en él un probable sucesor de Chris Froome y Geraint Thomas. Su siguiente cita sería en la Clásica de San Sebastián a una semana de finalizar el Tour. Dentro de los últimos 20 kilómetros fue víctima de una caída masiva al frente del pelotón tras la que debió ser evacuado en ambulancia al sufrir un trauma craneoencefálico y facial que le ocasionó una hemorragia cerebral leve, fractura del tabique nasal y pérdida de piezas dentales que le supondrían alejarse de las competiciones por un par de meses. Ya recuperado de sus lesiones culminó su temporada en las clásicas italianas mostrando buen nivel en el Giro de Lombardía.

#### 2019

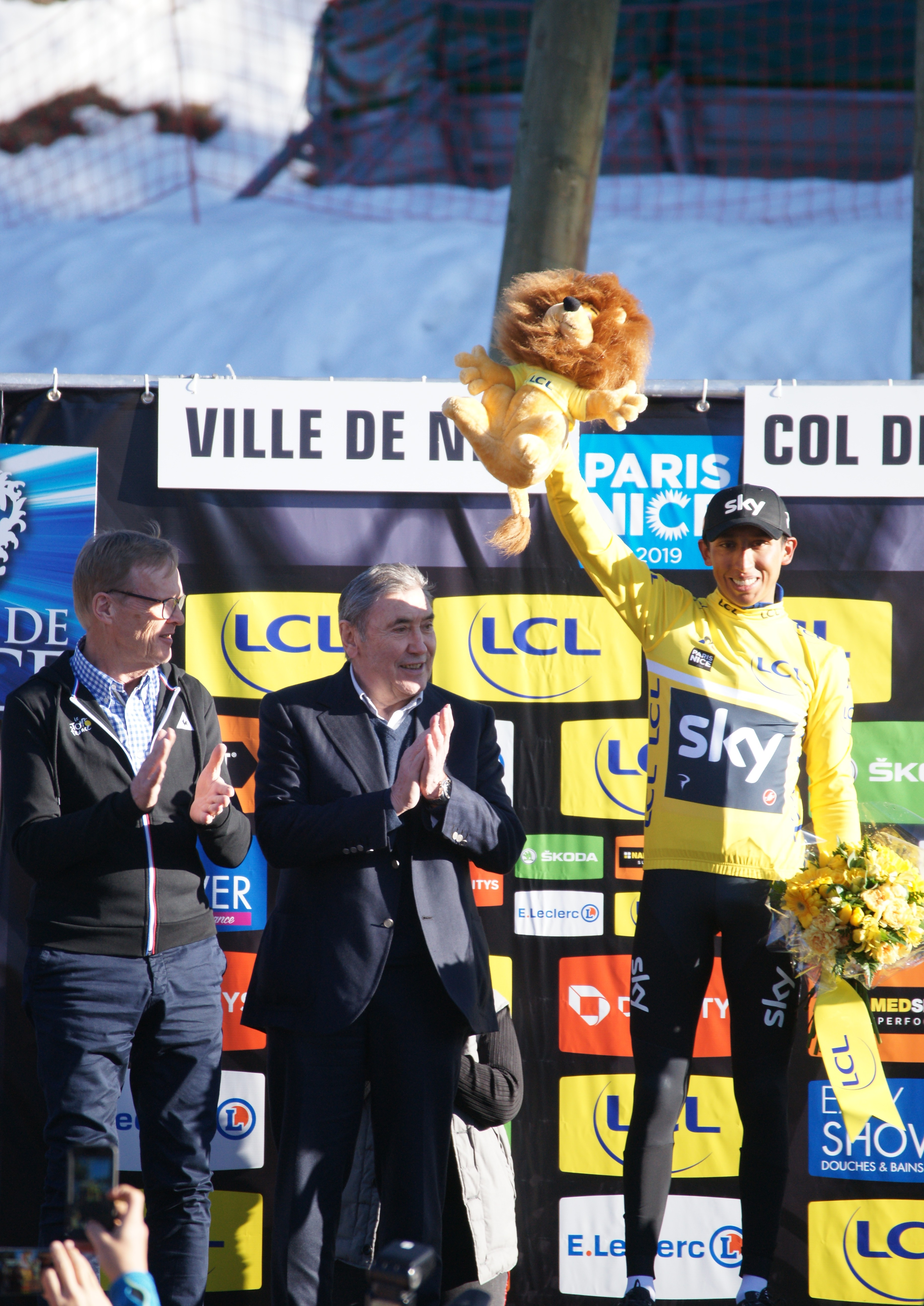
Bernal recibiendo la camiseta de líder en la París-Niza 2019

Inició la temporada un poco más tarde que en el 2018, con miras a su participación en el Giro de Italia como líder del Team Sky. Su primera carrera del año fue en el Campeonato de Colombia de Ciclismo en Ruta y Contrarreloj obteniendo en esta última prueba la medalla de bronce. Su siguiente cita fue en el Tour Colombia a mediados de febrero como defensor del título obtenido el año anterior, culminando la prueba en la cuarta posición.
En marzo incursionó en territorio europeo compitiendo en la París-Niza en el papel de gregario del polaco Michał Kwiatkowski. Sin embargo durante el desarrollo de la competencia perdió poco tiempo, gracias a su destacada actuación en las dos primeras etapas de abanicos y la contrarreloj individual, lo que le dejó en una buena posición en la clasificación general de cara a la única etapa de alta montaña con final en el Col de Turini. Esto le permitió hacerse a la camiseta de líder en la séptima etapa, que defendió exitosamente en la última jornada ante un ataque lejano de su compatriota Nairo Quintana, que terminó en segundo lugar de la clasificación general con Kwiatkowski tercero. A finales de marzo corre la Vuelta a Cataluña con el objetivo de hacer una buena clasificación general luego de que el año pasado tuviera que abandonar la carrera por una caída mientras marchaba segundo en la general. Al finalizar la carrera fue tercero después de luchar a tope la competencia contra el británico Adam Yates, que fue segundo, y su compatriota Miguel Ángel López quién fue el campeón de la carrera. También en marzo, la estructura de su equipo anunció el cambio de patrocinador a partir de mayo de 2019, toda vez que su anterior patrocinador, Sky ya había anunciado desde el año anterior que patrocinaría al equipo hasta finales de 2019. El equipo pasaría a llamarse Team INEOS patrocinado por la empresa petroquímica Ineos.
Luego de competir en la París-Niza y la Vuelta a Cataluña prosiguió su preparación para su objetivo de la temporada, el Giro de Italia, para el que había sido designado como jefe de filas por su equipo; sin embargo, una caída con ruptura de clavícula una semana antes del inicio de la competencia le impidió participar.
Tras finalizado el Tour de Francia, donde salió campeón, Egan decidió ceder su cupo y no correr el Campeonato Mundial de Ciclismo en Ruta 2019 a realizarse en Yorkshire (Reino Unido) entre el 22 y el 29 de septiembre de 2019. Las razones expuestas por Egan es que no se siente en condiciones ideales para representar a Colombia, por lo que decide ceder su cupo a otro ciclista colombiano que pueda representar al país.

##### Tour de Francia

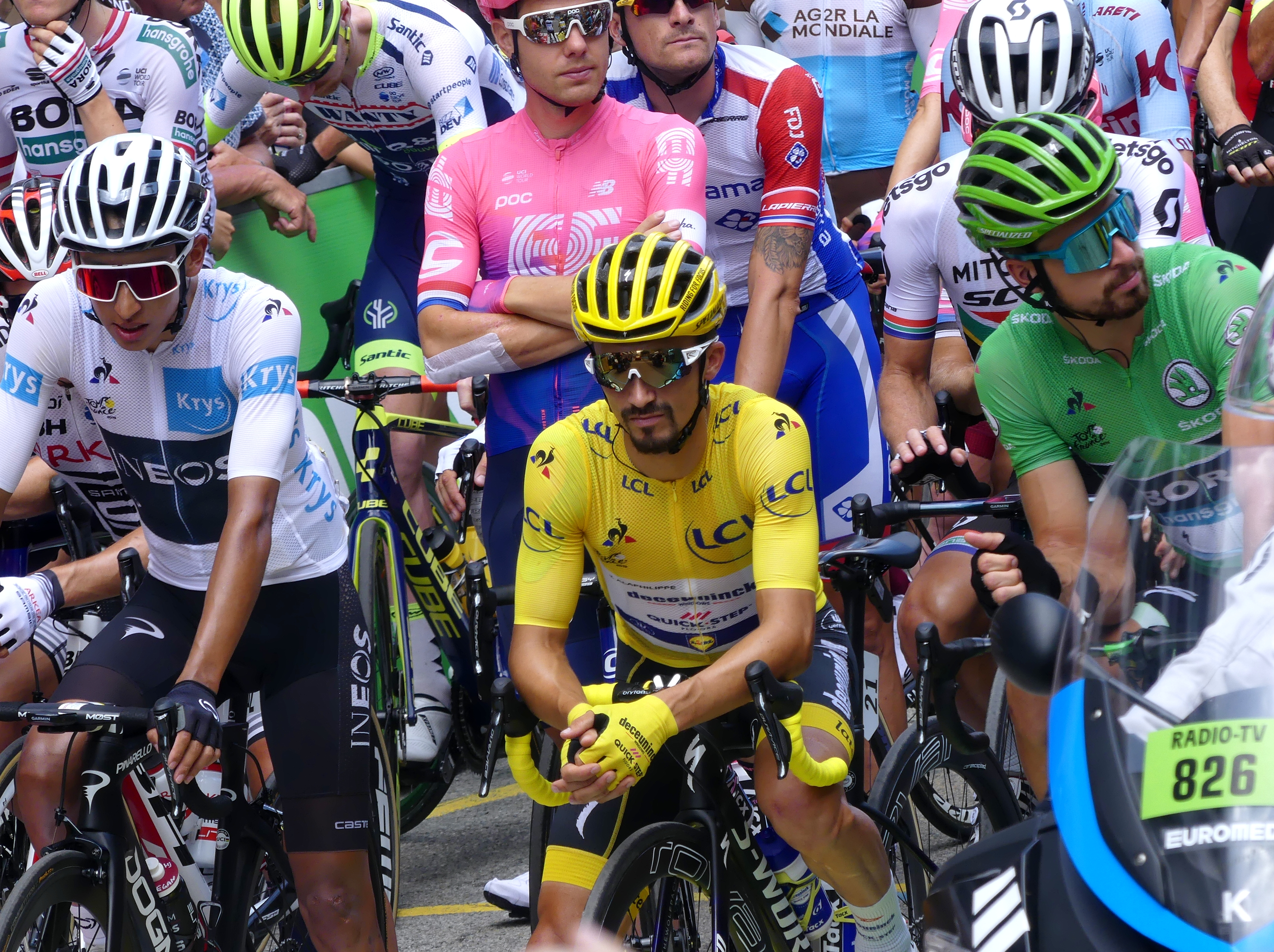
Bernal en la partida de la etapa 19 Junto a Peter Sagan y Julian Alaphilippe.

Antes de iniciar el Giro se rumoraba que cumplido este objetivo su equipo lo enviaría al Tour de Francia como gregario en función del quinto título de Chris Froome. Con la baja del Giro y lo rápido de su recuperación de la lesión de clavícula esta suposición empezó a hacerse realidad. Como carrera de preparación para el Tour fue enviado junto a Geraint Thomas, vencedor del Tour de Francia del año anterior, a la Vuelta a Suiza, mientras Froome asistía a la Dauphiné. Fue precisamente en esta competencia donde Froome sufrió una grave caída que lo marginaría de las carreras por el resto de la temporada.
Durante la Vuelta a Suiza, Thomas también sufrió una caída en la cuarta etapa que lo obligó a retirarse de la carrera, quedando Bernal como primera baza de su equipo en la competencia. Fue así como en la sexta etapa se hizo al liderato de la carrera, el cual defendió con éxito hasta la novena y última etapa, ganando en el proceso la séptima etapa con final en el paso de San Gotardo. También fue notable la defensa en la contrarreloj individual de la octava etapa ante su principal rival en la competencia, el australiano Rohan Dennis.

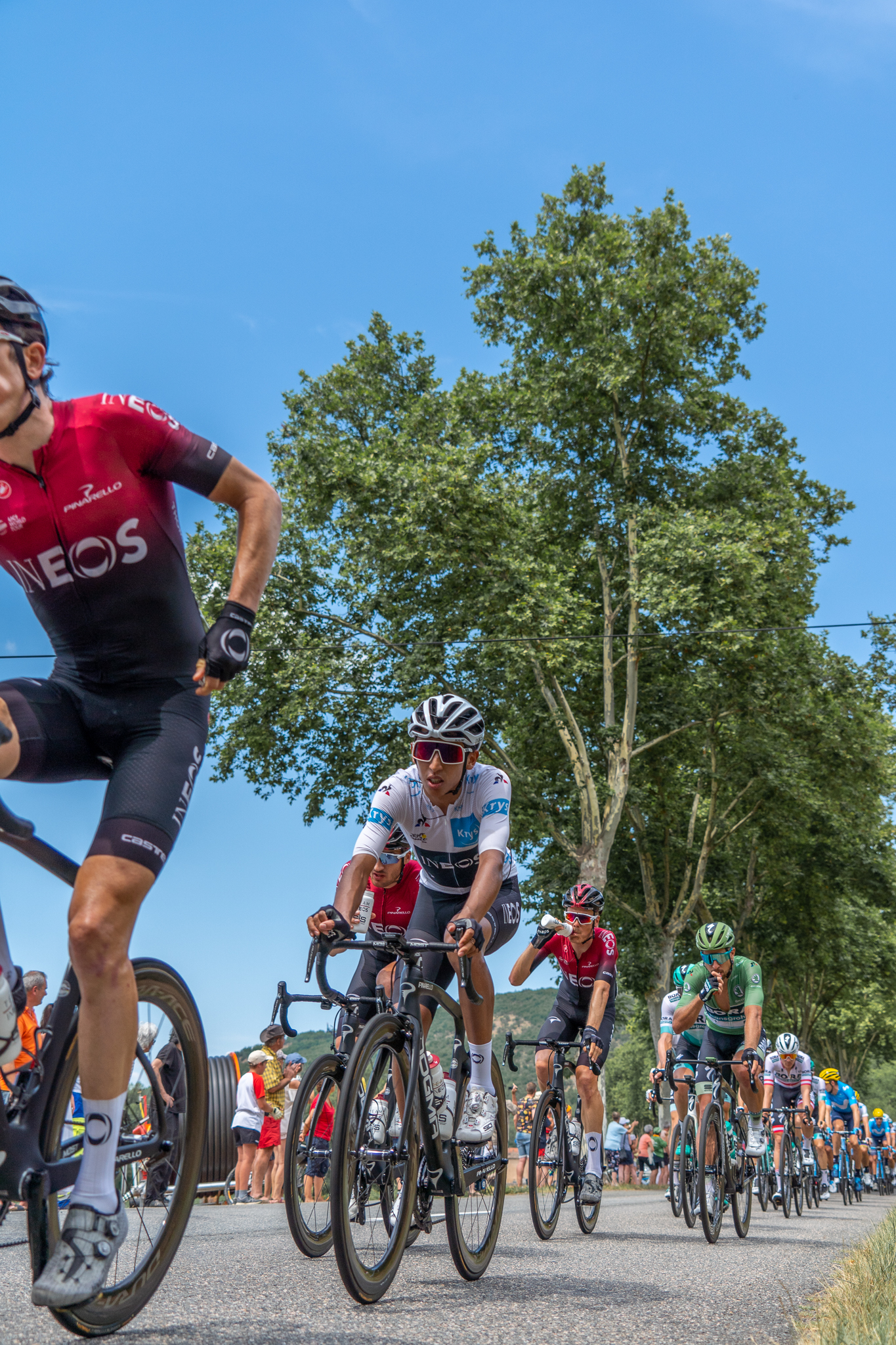
Bernal en carrera vistiendo la camiseta blanca de mejor Joven

Ya de cara al Tour, el equipo Ineos anunció que compartiría liderato con su compañero Geraint Thomas cuyo estado de forma era una incógnita por las posibles secuelas de su caída en Suiza. Por su rápida recuperación de su lesión y el triunfo en Suiza los medios especializados le otorgaban a Bernal cierto favoritismo al triunfo final, ante lo cual el mismo corredor se quitó presión manifestando que trabajaría para Thomas. Durante las primeras etapas en línea no cedió tiempo ante sus rivales para la clasificación general y en la contrarreloj por equipos solo perdió pocos segundos ante los integrantes del 
Jumbo-Visma pero ganó tiempo con respecto al resto de sus rivales. En la esperada sexta etapa de montaña con final en La Planche des Belles Filles ingresó con el grupo de favoritos, cediendo algunos segundos con su compañero Thomas lo que inclinaba la balanza a favor del vigente campeón como líder del equipo. En la décima etapa gracias a la presencia de viento con abanicos y caídas distanció a ciclistas importantes en la general como Pinot, Porte, Fuglsang, Urán, Landa y Bennett. En la etapa 13, una contrarreloj individual de 27 km tuvo una actuación discreta quedando distanciado en la general a 1:26 de su compañero Thomas y a 2:52 del líder Alaphilippe bajando sus opciones para la general. Sin embargo, en las etapas de montaña de los Pirineos se mostró consistente, recibiendo libertad de su equipo para hacer su carrera al margen de su compañero Thomas que terminó cediendo tiempo, lo mismo que el líder Alaphilippe. Tras concluir la 15.ª etapa ya se había apropiado de la clasificación de mejor joven y se encontraba a 2:02 del liderato y a 27 segundos de Thomas. Llegadas las etapas de alta montaña de los Alpes, Bernal se mostró como el más fuerte de los escaladores, tomando tiempo a todos sus rivales en la etapa 18 tras el descenso del Col du Galibier y al día siguiente en la etapa 19 con llegada a Tignes donde lanzó un ataque a más de 40 km de meta en el ascenso al Col de l'Iseran; sin embargo, a 28 km de meta se suspendió la etapa por condiciones meteorológicas contabilizando los tiempos al paso del l'Iseran donde aventajaba en cerca de un minuto al grupo de favoritos y en más de 2 minutos al exlíder Alaphilippe. Con estas diferencias se enfundó la camiseta amarilla la que conservó sin inconvenientes hasta París tras la penúltima etapa, también reducida a solo 59 km por mal clima. En el podio final del Tour, Bernal estuvo escoltado por su compañero de equipo Geraint Thomas en la segunda posición y Steven Kruijswijk en el tercero, convirtiéndose en el primer latinoamericano en ganar el Tour de Francia y con 22 años el ganador más joven en 110 años.

#### 2020
Comenzó la temporada 2020 quedando segundo en el campeonato nacional de ruta y tercero en el de contrarreloj; sin embargo, la pandemia de COVID-19 terminó afectando el calendario ciclista internacional, obligando a Bernal y al resto de corredores profesionales a suspender su actividad. Tras seis meses de receso, y teniendo como objetivo retener el título del Tour de Francia, se adjudicó la Ruta de Occitania incluyendo una victoria de etapa. Además, consiguió el segundo lugar en el Tour de l'Ain. Iniciando el Tour, Bernal empezó bien la defensa de su título, colocándose en los primeros lugares, incluso se ubicó en el segundo puesto hasta la etapa 13, donde perdió más de 40 segundos. Fue hasta la etapa con final en el Grand Colombier, la etapa 15 donde perdió casi 30 minutos llegada la alta montaña, aduciendo dolores en la espalda que venía sufriendo tiempo atrás. Antes del arranque en la etapa 17 tuvo que abandonar la competencia por estos dolores en la espalda, lo que le impidió también disputar el Mundial de Ruta en Imola. En una entrevista a ESPN, Egan Bernal reveló que la causa de su dolor de espalda era una escoliosis producto de tener una pierna más larga que la otra, lo que le tomará mucho tiempo de recuperación dando por terminado su año deportivo.

#### 2021

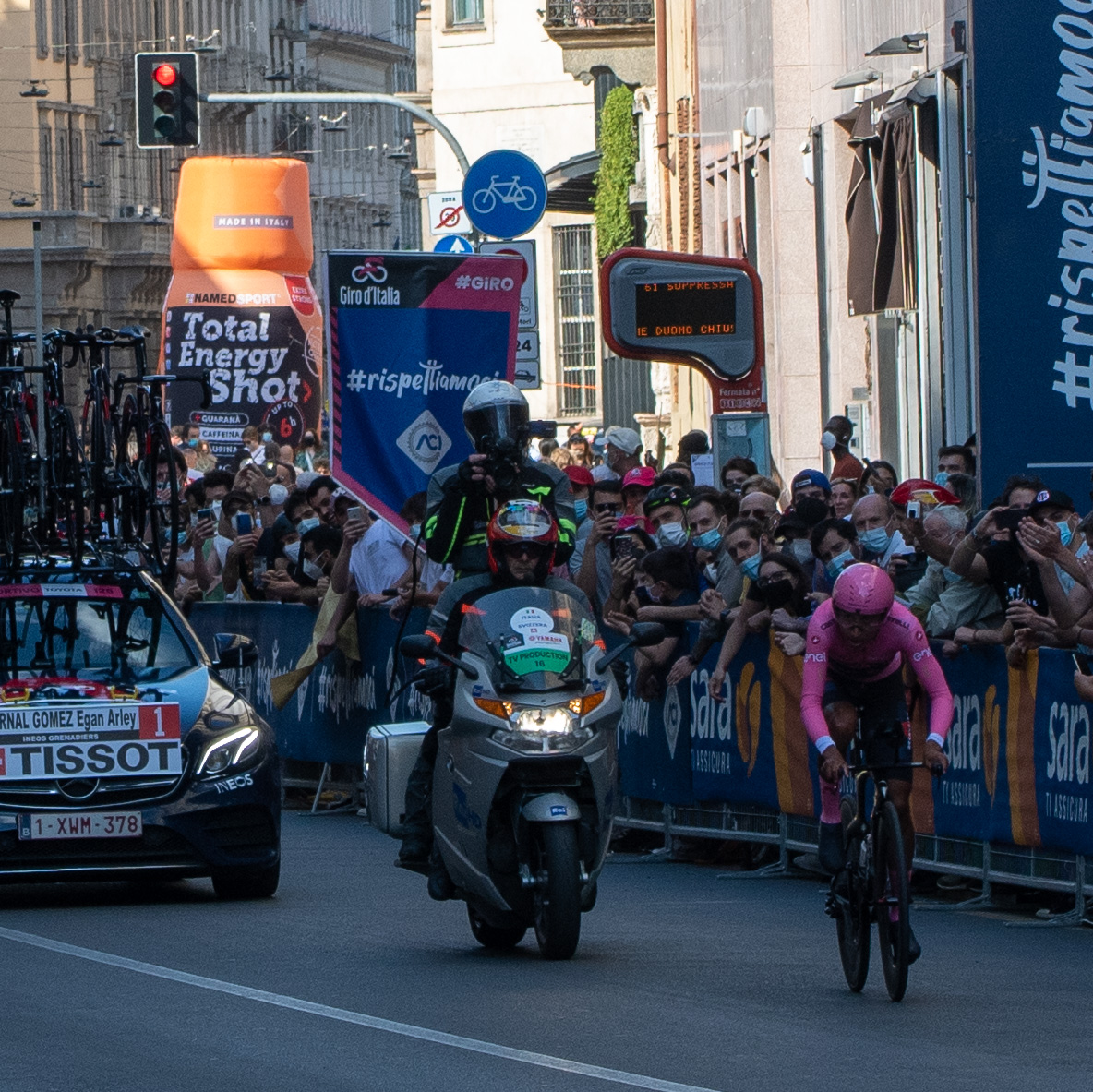
Egan Bernal (51466695110)

Si bien su dolor de espalda no se ha ido totalmente, el gran objetivo de Ineos para Egan Bernal en la temporada es el Giro de Italia 2021. Como preparación para la Corsa Rosa, Bernal corrió en la Estrella de Bessèges; el Tour La Provence y la Strade Bianche, terminando de tercero en la general de ambas competencias; y la Tirreno-Adriático, quedando en el Top-10, continuando su preparación y recuperación en Colombia antes de su partida a Italia.Ya en la carrera italiana, Bernal se adjudica con autoridad la 9.ª etapa, llevándose de paso la Maglia Rosa de líder del Giro y la blanca como líder de los jóvenes, situación que se mantendría hasta el final de la carrera. De esta manera, Egan Bernal se convierte en el cuarto corredor que gana la Maglia Blanca y la Rosa en el mismo año, además de ser el primer latinoamericano que gana Giro y Tour. También se adjudicaría la etapa 16 en el Paso Giau, coronando la Cima Coppi de la competencia. Bernal, con 24 años, 4 meses y 17 días, es el tercer ciclista más joven en ganar el Tour de Francia y el Giro de Italia tan solo superado por otras dos leyendas de este deporte: el italiano Gino Bartali y el belga Eddy Merckx.

#### 2022
El 24 de enero de 2022 Egan sufrió un fuerte accidente mientras realizaba un entrenamiento con sus compañeros de Ineos en la carretera de Bogotá a Tunja, al norte de Bogotá, Colombia, por lo que tuvo que ser hospitalizado con varias fracturas en piernas y rótula, lo que comprometió seriamente su participación en la temporada 2022.Debió pasar varias veces por el quirófano, sin embargo, tras 7 meses de recuperación, retorna a la competencia y disputa el Tour de Dinamarca a mediados del mes de agosto de 2022.
2023

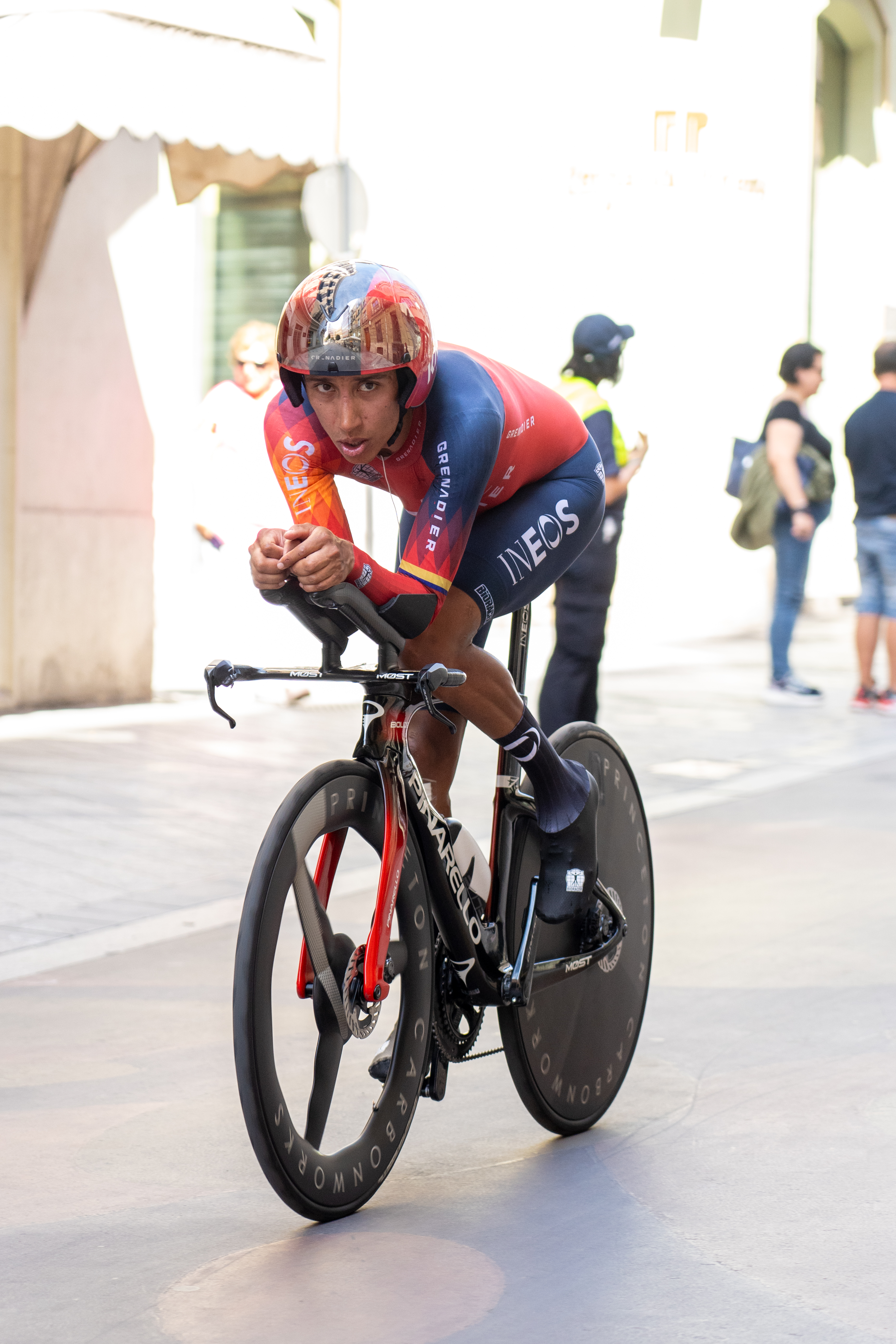
Contrarreloj individual de la Vuelta a España 2023, celebrada en Valladolid (etapa 10)

Esta temporada se encuentra enmarcada por su participación en 8 competencias del calendario UCI World Tour. Inició con la vuelta a San Juan de Argentina, donde debió abandonar Faltando 1 etapa. En la Vuelta a Cataluña, abandonó tras sufrir una caída en la etapa 6 del certamen. Se ubicó 92.º en la clasificación general de la Vuelta al País Vasco. Finalizó 8.º en el Tour de Romandía. Obtuvo la casilla 8 de la clasificación general en el Tour de Hungría. Tras su participación en Critérium del Dauphiné alcanzó la posición decimosegunda de la clasificación general.Su paso por el Tour de Francia 2023, fue motivo de alegría para el corredor de Zipaquirá, consiguió llegar a los Campos Elíseos lleno de emociones y agradecido con su equipo, se ubicó en la posición 36° de la clasificación general. Completó su calendario de competencias con la Vuelta a España 2023, donde finalizó en el puesto 55° de la clasificación general.
2024
Medalla de bronce para el corredor del INEOS, en el marco del campeonato nacional de ruta, llevado a cabo en el mes de enero en Tunja/Boyacá, con un trazado de 211 kilómetros. El podio lo completaría Alejandro Osorio 1.º y Sergio Higuita 2.º. Hizo presencia en la Lieja-Bastoña-Lieja, uno de los cinco denominados monumentos del ciclismo internacional, cruzó la meta a 2':02" del vencedor de la clásica, ubicándose en el puesto 21.º de la clasificación general. Tras su paso por el Tour de Romandía, finalizó 10° en la clasificación general, carrera donde se coronó campeón su compañero de equipo, el español Carlos Rodríguez. Egan sigue mostrando signos de recuperación en su estado de forma, finaliza 4° en la general del Tour de Suiza, previo a su participación en el tour de Francia.

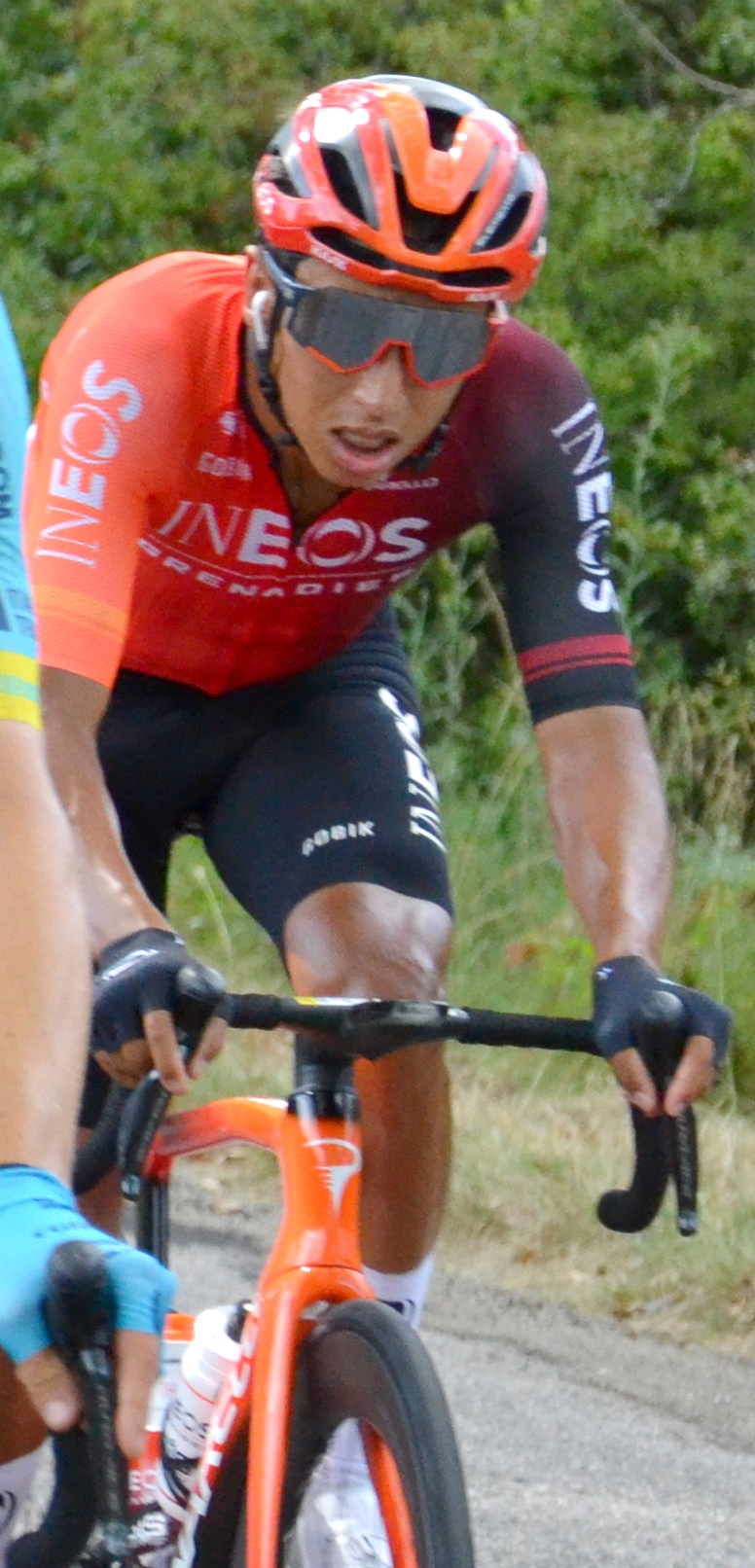
Egan Bernal étape 16 TDF 2024

Regresó al Tour de Francia, la etapa cuatro forjo el primer combate entre los favoritos donde Egan resistió algunos minutos, cruzó la meta en la decimotercera posición y se ubicaría 10.º en la clasificación general. Salió bien librado de la novena etapa de 199 kilómetros caracterizada por 14 tramos de terreno destapado y varios accidentes, ejecutó labor de gregario para su líder Carlos Rodríguez Etapa número Catorce de Alta Montaña con 151,9 kilómetros y llegada en Saint-Lary-Soulan Pla d'Adet, al finalizar la jornada se ubicaría en el puesto 13 de la general como el segundo mejor Colombiano. Egan aclara rumores sobre su estado de salud, dolor de garganta, cabeza y espalda pero COVID Negativo, al cierre de la etapa 16 perdió algunas posiciones en la general. Ya en la decimonovena etapa a 30 kilómetros de la meta, se presenta una falla mecánica y lo obliga a cambiar de bicicleta, se descuelga del grupo de favoritos, pagó el esfuerzo extra para reconectar y a 13,5 km de meta se queda de forma definitiva; Carlos Rodríguez debió continuar sin gregario el resto de la etapa.Termina el Tour de Francia con etapa de Contrarreloj y cierra su participación en la posición 29 de la clasificación general, destacándose como el segundo mejor colombiano. En conjunto con su equipo, se tomó la decisión de no hacer parte de la Vuelta a España debido a problemas físicos que le causaban dolor y en el mes de agosto se sometió a una nueva cirugía de espalda para eliminar una hernia que tenía entre los discos L5 y S1, de la cual salió bien, el resto de la temporada 2024 se enfocaría en su recuperación.
2025
Inicia la temporada como campeón nacional de contrarreloj en Colombia, prueba con 42 kilómetros de recorrido en la ciudad de Bucaramanga, el podio lo completó Walter Vargas y Brandon Rivera. Cruza la meta en primer lugar en el circuito de 7 vueltas y 273 kilómetros, se corona también Campeón Nacional en la prueba de ruta, en segundo lugar se ubicó Diego Camargo y Kevin Castillo en la tercera posición. Con una destacada actuación en la tercera etapa de la Volta a Cataluña con final en alto en La Molina, cruzaría la meta en séptimo lugar y se metería en el top-10 de la clasificación general a 00:17" del líder. Durante las siguientes etapas Egan escalaría 3 puestos y finalizaría en la séptima casilla de la general a 1'31" del campeón de la edición 104° el esloveno Primož Roglič.

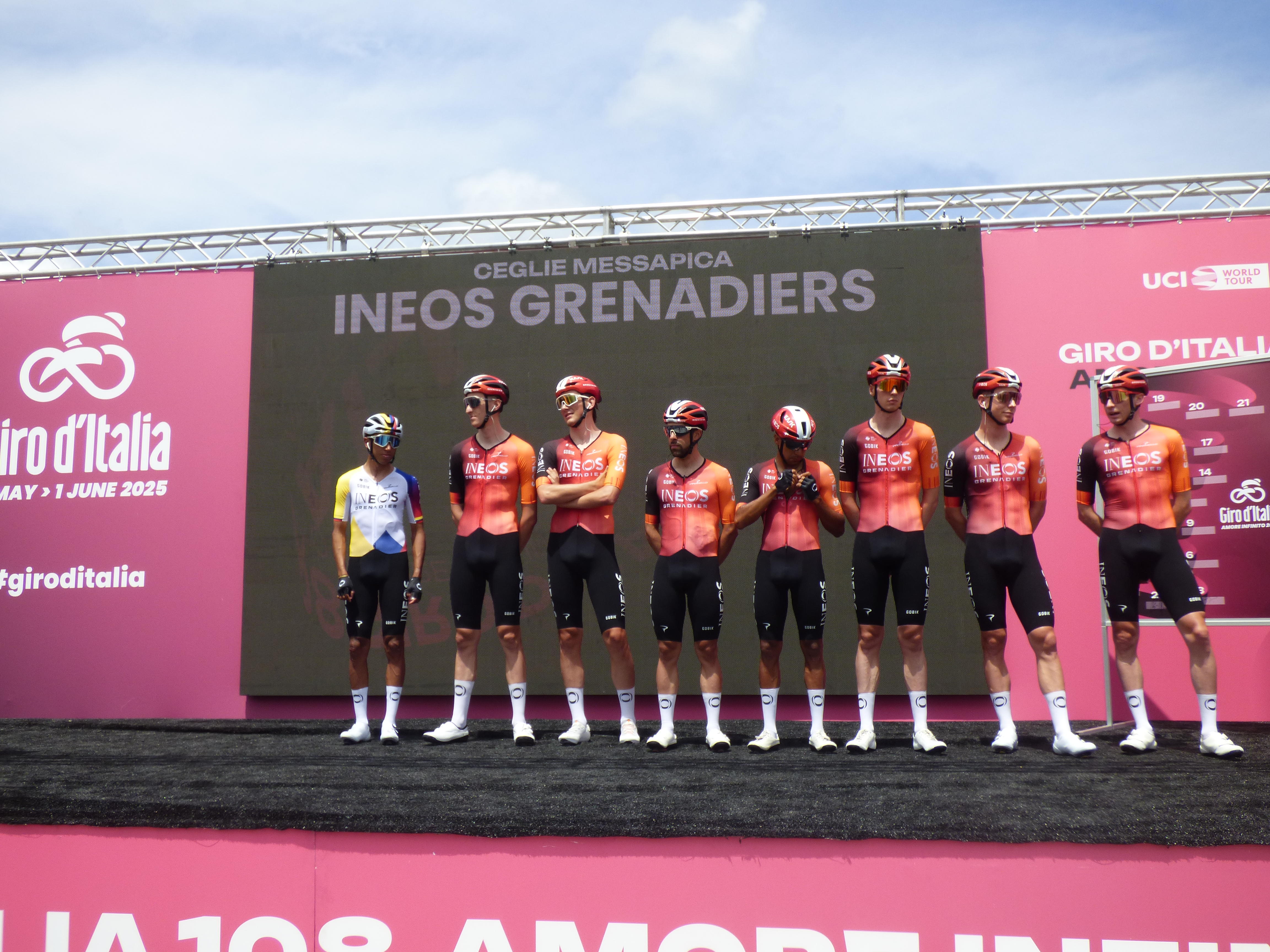
Villaggio di Tappa - Ceglie Messapica - Giro d'Italia - INEOS GRENADIERS

Egan es confirmado por parte del Ineos para participar en el Giro de Italia y recibe el dorsal 81 por parte de la organización. En la tercera etapa tuvo un inconveniente mecánico con su bicicleta a 60 kilómetros de la meta, su compañero de equipo Kim Heiduk le cedió la suya sin dudarlo y Lucas Hamilton le ayudaría a conectar nuevamente con el lote. Se animó a atacar en la alta montaña en la séptima fracción, se metió en la pelea de la etapa y logró cruzar la meta de tercero, con este resultado escalaría hasta la casilla catorce de la general. Con un notable desempeño en los tramos de sterrato de la novena jornada y de la mano de su gregario Brandon Rivera quien lo acompañó hasta quedarse sin fuerzas a falta de 15 kilómetros de la meta, Egan batalló en solitario el resto del recorrido y logró ingresar noveno, se posicionaría en el top-10 en el séptimo lugar de la general a 1'57" del líder Isaac Del Toro. En la décima etapa de contrarreloj sufrió una caída a causa del piso húmedo por lluvia, debió cambiar de bicicleta y perdió tiempo en la general descendiendo al puesto once. En la decimoprimera fracción con final en Castelnovo ne' Monti y 186 kilómetros de recorrido cruzó la meta en quinto lugar y conservó su posición en la general. Logra cruzar la meta en el décimo lugar tras meterse en la fuga en la decimotercera etapa con final en Vicenza, regresa al top-10 de la general en la novena casilla. La decimosexta etapa con final en San Valentino fue considerada la etapa reina; buena parte del recorrido en condiciones de lluvia. Egan sufrió una caída leve y debió cambiar de bicicleta, la pasó mal en el Alto de Santa Bárbara y se desconectó del bloque de favoritos, debió perseguir sin la ayuda de gregarios; sin embargo, logró conectar nuevamente y terminar la jornada en el undécimo puesto, esto le permitiría subir al sexto lugar de la general. A pesar de la intensidad de la etapa decimonovena el colombiano se mantuvo a ritmo del bloque principal, finalizó sexto en la jornada y mantuvo la sexta posición dentro del top-10. Ya en la vigésima fracción, se presentaron varias sorpresas en la clasificación general, entre ellas, el cambio de líder de la carrera tras un sorpresivo ataque. Egan descendió una posición en el top-10 y se ubicó en el puesto siete a 12'42" de quien sería el nuevo campeón, el británico Simon Yates, el corredor del Ineos se consolidó como el mejor Colombiano de la edición 108.ª.

## Palmarés en ruta
| 2016 - Tour de Bihor, más 1 etapa 2017 - Tour de Saboya, más 2 etapas - Tour de Sibiu, más 2 etapas - Tour del Porvenir, más 2 etapas 2018 - Campeonato de Colombia Contrarreloj - Colombia Oro y Paz - 1 etapa del Tour de Romandía - Tour de California, más 2 etapas 2019 - 3.º en el Campeonato de Colombia Contrarreloj - París-Niza - Vuelta a Suiza, más 1 etapa - Tour de Francia , más clasificación de los jóvenes - Giro del Piemonte - UCI America Tour | 2020 - 3.º en el Campeonato de Colombia Contrarreloj - 2.º en el Campeonato de Colombia en Ruta - Ruta de Occitania, más 1 etapa 2021 - Giro de Italia , más 2 etapas y clasificación de los jóvenes - UCI America Tour 2024 - 3.º en el Campeonato de Colombia en Ruta 2025 - Campeonato de Colombia Contrarreloj - Campeonato de Colombia en Ruta |

## Palmarés MTB
Campeonato Mundial de Ciclismo de Montaña
- Lillehammer-Hafjell 2014
  - Medalla de plata en Cross country juniors
- Vallnord 2015
  - Medalla de bronce en Cross country juniors

Campeonato Panamericano de Ciclismo de Montaña
- Barbacena 2014[104]
  - Medalla de bronce en Cross country juniors
- Cota 2015
  - Medalla de oro en Cross country juniors

## Resultados

### Grandes Vueltas
| Carrera | Carrera         | 2016 | 2017 | 2018 | 2019 | 2020 | 2021 | 2022 | 2023 | 2024 | 2025 |
| ------- | --------------- | ---- | ---- | ---- | ---- | ---- | ---- | ---- | ---- | ---- | ---- |
|         | Giro de Italia  | —    | —    | —    | —    | —    | 1.º  | —    | —    | —    | 7.º  |
|         | Tour de Francia | —    | —    | 15.º | 1.º  | Ab.  | —    | —    | 36.º | 29.º | —    |
|         | Vuelta a España | —    | —    | —    | —    | —    | 6.º  | —    | 55.º | —    | —    |

### Vueltas menores
| Carrera | Carrera                | 2016 | 2017 | 2018 | 2019 | 2020 | 2021 | 2022 | 2023 | 2024 | 2025 |
| ------- | ---------------------- | ---- | ---- | ---- | ---- | ---- | ---- | ---- | ---- | ---- | ---- |
|         | Tour Down Under        | —    | —    | 6.º  | —    | —    | X    | X    | —    | —    | —    |
|         | París-Niza             | —    | —    | —    | 1.º  | —    | —    | —    | —    | 7.º  | —    |
|         | Tirreno-Adriático      | —    | 16.º | —    | —    | —    | 4.º  | —    | —    | —    | —    |
|         | Volta a Cataluña       | —    | —    | Ab.  | 3.º  | X    | -    | —    | Ab.  | 3.º  | 7.º  |
|         | Vuelta al País Vasco   | —    | —    | —    | —    | X    | —    | —    | 92.º | —    | —    |
|         | Tour de Romandía       | —    | —    | 2.º  | —    | X    | —    | —    | 8.º  | 10.º | —    |
|         | Critérium del Dauphiné | —    | —    | —    | —    | Ab.  | —    | —    | 12.º | —    | —    |
|         | Vuelta a Suiza         | —    | —    | —    | 1.º  | X    | —    | —    | —    | 4.º  | —    |

### Clásicas y Campeonatos
| Carrera               | Carrera               | 2016 | 2017 | 2018 | 2019 | 2020 | 2021 | 2022 | 2023 | 2024 | 2025 |
| --------------------- | --------------------- | ---- | ---- | ---- | ---- | ---- | ---- | ---- | ---- | ---- | ---- |
| Strade Bianche        | Strade Bianche        | —    | —    | —    | —    | —    | 3.º  | —    | —    | —    | —    |
|                       | Lieja-Bastoña-Lieja   | —    | —    | —    | —    | —    | —    | —    | —    | 21.º | —    |
| Clásica San Sebastián | Clásica San Sebastián | —    | —    | Ab.  | Ab.  | X    | 16.º | —    | —    | —    |      |
| Giro de Lombardía     | Giro de Lombardía     | —    | 13.º | 12.º | 3.º  | —    | —    | —    | —    | —    |      |
| Colombia en Ruta      | Colombia en Ruta      | —    | —    | Ab.  | 25.º | 2.º  | —    | —    | —    | 3.º  | 1.º  |
| Colombia Contrarreloj | Colombia Contrarreloj | —    | —    | 1.º  | 3.º  | 3.º  | —    | —    | —    | 6.º  | 1.º  |

—: No participa

Ab.: Abandona

X: No se disputó

## Récords y marcas personales
- Primer ciclista latinoamericano en ganar el Tour de Francia (2019).
- Primer ciclista latinoamericano en ganar el doblete Tour de Francia (2019) - Giro de Italia (2021)

## Equipos
- Androni Giocattoli-Sidermec (2016-2017)
- Sky/INEOS (2018-)
  - Team Sky (2018-04.2019)
  - Team INEOS (05.2019-08.2020)
  - INEOS Grenadiers (08.2020-)